# Intel TeraHertz
Intel TeraHertz — наименование технологии Intel для транзисторов.

## Описание
Использует новые материалы, такие как диоксид циркония, который является превосходным изолятором, уменьшающим утечки тока. Используя диоксид циркония вместо диоксида кремния, этот транзистор может уменьшить утечку тока и, таким образом, снизить энергопотребление, всё еще работая на более высокой скорости и используя более низкие напряжения.
Одним из элементов этой структуры является «транзистор с обеднённой подложкой», который представляет собой тип устройства CMOS, в котором транзистор встроен в ультратонкий слой кремния поверх встроенного слоя изоляции. Этот ультратонкий кремниевый слой полностью истощается, чтобы максимизировать ток возбуждения при включении транзистора, что позволяет быстрее включать и выключать транзистор. Напротив, когда транзистор выключен, нежелательная утечка тока минимизируется тонким изолирующим слоем. Это позволяет истощить транзистор подложки в 100 раз меньше, чем традиционные схемы кремний на изоляторе. Ещё одно новшество истощенного субстратного транзистора Intel — это использование контактов с низким сопротивлением поверх кремниевого слоя. Поэтому транзистор может быть очень маленьким, очень быстрым и потреблять меньше энергии. Другим важным элементом является разработка нового материала, который заменяет диоксид кремния на пластине. Все транзисторы имеют «затвор-диэлектрик», материал, который отделяет «затвор» транзистора от его активной области (затвор управляет состоянием включения-выключения транзистора). Согласно пресс-релизу корпорации Intel, новый дизайн может использовать только 0,6 вольт.
Intel TeraHertz был представлен в 2001, но с 2015 не используется в процессорах.